# Muara Sahung (plaats)
Muara Sahung is een bestuurslaag in het regentschap Kaur van de provincie Bengkulu, Indonesië. Muara Sahung telt 775 inwoners (volkstelling 2010).